# Sedes & Belli
Sedes & Belli is een Vlaamse politieserie die in 2002, 2003 en 2004 werd uitgezonden op één. Ozark Henry componeerde de muziek voor deze reeks.
De serie werd na 2 seizoenen stopgezet wegens de hoge productiekosten. Dat is ook de reden waarom seizoen 2 maar 6 afleveringen telt in plaats van de oorspronkelijk geplande 13.

## Verhaal
Frank Sedes (Koen De Bouw) en Lena Belli (Tine Reymer) zijn twee privédetectives. Ze vormen een team binnen het detectivebureau 'Scan Recherche', dat gevestigd is in het havengebied van Oostende. Zij werken nog samen met 4 andere collega's. Hun baas is Vic Moens. De opdrachten van de Scan-detectives beginnen wanneer klanten een beroep op hen doen omdat ze niet kunnen of durven aankloppen bij de politie, omdat een bepaalde zaak te gevoelig ligt, of omdat ze Scan zien als de laatste toevlucht...

## Rolverdeling

### Hoofdpersonages
| Acteur           | Personage        |
| ---------------- | ---------------- |
| Koen De Bouw     | Frank Sedes      |
| Tine Reymer      | Lena Belli       |
| Vic De Wachter   | Vic Moens        |
| Karlijn Sileghem | Martine Lambroux |
| Jakob Beks       | Louis Tydgat     |
| Bart Slegers     | Patrick Coene    |

### Belangrijkste bijrollen
| Acteur            | Personage               |
| ----------------- | ----------------------- |
| Luk D'Heu         | Theo Belli              |
| Diane Belmans     | commissaris Els Museeuw |
| Sien Diels        | Paula Tydgat            |
| Gilda De Bal      | Carine Moens            |
| Tom Dewispelaere  | Chris Moens             |
| David Michiels    | Bart Moens              |
| Erik Burke        | Herbert                 |
| Kristoff Clerckx  | Nietveld Junior         |
| Kurt Defrancq     | Georges Vantorre        |
| Monica Van Lierde | Anna                    |
| Mieke Verheyden   | Dame met hondje         |
| Tom Van Landuyt   | Dirk Feyen              |
| Barbara Sarafian  | Inge Wyffels            |
| Wim Danckaert     | Eric Dewaele            |
| Korneel Blomme    | Matteo                  |

### Gastrollen
Gastrollen werden gespeeld door onder anderen (in volgorde van verschijning):
- Mathias Sercu (afl. Water en vuur, 2002)
- Tom Van Dyck (afl. Water en vuur, 2002)
- Michael De Cock (afl. t’ Palace, 2002)
- Sjarel Branckaerts (afl. Knock Out, 2003)
- Jenne Decleir (afl. Knock Out, 2003)
- Tiny Bertels (afl. Wie Van De Drie, 19/01/2003)
- Karin Tanghe (afl. Anoniem, 2003)
- Lucas Van den Eynde (afl. Levend lijk, 2003)
- Dirk Tuypens (afl. Levend lijk, 2003)
- Tuur De Weert (afl. Broers, 2003)
- Ludo Hoogmartens (afl. Broers, 2003)
- Herbert Flack (afl. Grand Hotel, 2003)
- Hugo Van den Berghe (afl. Grand Hotel, 2003)
- Wim Stevens (afl. Biecht, 2003)
- Katrien Vandendries (afl. Overstag, 2003)

## Afleveringen
In het voorjaar van 2006 werden reeks 1 en 2 van de serie uitgebracht in een DVD-verzamelbox.

## Muziek
De muziek voor de serie is geschreven en geproduceerd door Ozark Henry. De muziek werd in 2002 ook op cd uitgebracht. Het soundtrackalbum draagt de titel Sedes & Belli - The Music. Het nummer gebruikt voor de intromuziek is getiteld Do You Love Me. Ozark Henry werkte op de soundtrack samen met onder anderen Sarah Bettens en Jasper Steverlinck.